# Іхтиман
Іхтима́н (болг. Ихтиман) — місто в Софійській області Болгарії. Адміністративний центр общини Іхтиман.

## Населення
За даними перепису населення 2011 року у місті проживали 13 059 осіб.
Національний склад населення міста:
| Національність   | Кількість осіб | Відсоток |
| ---------------- | -------------- | -------- |
| болгари          | 8148           | 67,5 %   |
| цигани           | 3746           | 31,1 %   |
| турки            | 46             | 0,4 %    |
| інша             | 18             | 0,1 %    |
| не визначились   | 106            | 0,9 %    |
| Всього відповіли | 12064          |          |

Розподіл населення за віком у 2011 році:
Динаміка населення:

## Уродженці
- Алісія (* 1983) — болгарська співачка.

## Міста-побратими
1. — Іляву, Португалія (2007)[6]